# Bogdan Myśliwiec
Bogdan Myśliwiec (ur. 11 października 1950) – polski fotograf, fotoreporter dzienników „Echo Dnia” i „Super Nowości”. Autor wystaw fotograficznych o tematyce społecznej, kulturalnej oraz przyrodniczej. Członek Amatorskiego Klubu Fotograficzno-Filmowego „Peryskop”. Członek Zarządu Tarnobrzeskiego Towarzystwa Fotograficznego.

## Życiorys
Bogdan Myśliwiec Jest dokumentalistą najważniejszych wydarzeń sportowych, kulturalnych i religijnych w regionie. Jest członkiem Zarządu Tarnobrzeskiego Towarzystwa Fotograficznego, autorem i współautorem  wielu wystaw indywidualnych i zbiorowych. Uczestniczył z powodzeniem w konkursach fotograficznych (m.in. zajął III miejsce w X Biennale Krajobrazu Polskiego, I miejsce w II Konfrontacjach Fotograficznych Polski Południowo-Wschodniej, III miejsce w Międzynarodowym Konkursie Fotograficznym w Szolnoku na Węgrzech, I miejsce w Konkursie Fotograficznym „Wisła”, III miejsce w internetowym konkursie portalu „Świat Obrazu”, pod hasłem „Chwila, której nie zapomnę”). 
W latach 1970–1974 był członkiem Amatorskiego Klubu Fotograficzno-Filmowego „Peryskop”. W 2004 został członkiem Tarnobrzeskiego Towarzystwa Fotograficznego, w którym od 2008 pełni funkcję sekretarza w Zarządzie TTF. W 2009 roku zdobył II nagrodę w Konkursie Fotografii Prasowej WBK Press Foto w kategorii „Przyroda i środowisko naturalne – zdjęcie pojedyncze”. W 2019 roku został uhonorowany tytułem Zasłużony Tarnobrzeżanin.

## Odznaczenia
- Odznaka „Zasłużony Tarnobrzeżanin” (2019)[24]

## Publikacje (albumy)
- Bogdan Myśliwiec – Tarnobrzeg 2008 (autor zdjęć)[25]
- Bogdan Myśliwiec – Powódź 2010 (autor zdjęć)[26][27][28]
- Tarnobrzeski Rocznik Kulturalny – współautor zdjęć (2012)[29]
- Bogdan Myśliwiec – Tarnobrzeg 2012 (autor zdjęć)[30][31]
- Tarnobrzeski Rocznik Kulturalny – współautor zdjęć (2013)[32]
- Tarnobrzeski Rocznik Kulturalny – współautor zdjęć (2014)[33]
- Bogdan Myśliwiec – Tarnobrzeg Dawniej i Dziś – red. (2014)[34][35]

## Wystawy indywidualne
- Tarnobrzeski zwierzyniec (Tarnobrzeg 2008)[36]
- Fotograficzne impresje (Tarnobrzeg 2011)[37]
- Fotografia jak życie (Tarnobrzeg 2013)[38]
- Bogdan Myśliwiec (fotografia) (Tarnobrzeg 2017)[39]
- Karnawał w Wenecji (Tarnobrzeg 2018)[40]
- Chasydzi w Leżajsku – marzec 2018 w obiektywie Bogdana Myśliwca (Tarnobrzeg 2019)[41]
- Mistyczne Indie (Baranów Sandomierski 2019)[42]
- Karnawał w Wenecji (Tarnobrzeg 2020)[43][44]
- Między życiem a śmiercią (Tarnobrzeg 2020)[45]
- Między życiem a śmiercią (Tarnobrzeg 2021)[46]
- Niezwykły świat Chasydów (Tarnobrzeg 2021)[47]
- Między życiem a śmiercią (Koprzywnica 2022)[48]
- Indie jakich nie znamy (Tarnobrzeg 2023)[49]
- Dzieci świata (Tarnobrzeg 2023)[50]
- U uzdrowiciela dusz – w obiektywie Bogdana Myśliwca (Tarnobrzeg 2024)[51]
- Afryka w obiektywie Bogdana Myśliwca (Tarnobrzeg 2024)[52]
- Indie na zdjęciach – wystawa fotografii Bogdana Myśliwca (Sandomierz 2024)[53]
- Wielka powódź 2010 – wyścig z czasem i żywiołem w obiektywie Bogdana Myśliwca (Tarnobrzeg 2025)[54]
- Bogdan Myśliwiec (fotografia) (Witryna Sztuki w Tarnobrzegu 2025)[55]

## Wystawy zbiorowe
- Indie widziane Uchwycone Opowiedziane (Muzeum – Zamek Tarnowskich w Tarnobrzegu 2025)[56][57]